# Marathon masculin aux championnats du monde d'athlétisme 2003
Navigation
Edmonton 2001 Helsinki 2005
L'épreuve du marathon masculin des championnats du monde d'athlétisme 2003 s'est déroulée le 26 août 2003. Le départ est fixé près de la Place de l'Hôtel-de-Ville à Paris, et l'arrivée se situe au Stade de France de Saint-Denis, en France. L'épreuve est remportée par le Marocain Jaouad Gharib.

## Résultats
| Rang               | Athlète               | Pays           | Temps           | Notes |
| ------------------ | --------------------- | -------------- | --------------- | ----- |
| Médaille d'or      | Jaouad Gharib         | Maroc          | 2 h 08 min 31 s | CR    |
| Médaille d'argent  | Julio Rey             | Espagne        | 2 h 08 min 38 s |       |
| Médaille de bronze | Stefano Baldini       | Italie         | 2 h 09 min 14 s |       |
| 4                  | Alberto Chaíça        | Portugal       | 2 h 09 min 25 s | PB    |
| 5                  | Shigeru Aburaya       | Japon          | 2 h 09 min 26 s | SB    |
| 6                  | Daniele Caimmi        | Italie         | 2 h 09 min 29 s | SB    |
| 7                  | Ian Syster            | Afrique du Sud | 2 h 10 min 17 s |       |
| 8                  | Michael Kosgei Rotich | Kenya          | 2 h 10 min 35 s |       |
| 9                  | Hendrick Ramaala      | Afrique du Sud | 2 h 10 min 37 s |       |
| 10                 | Atsushi Sato          | Japon          | 2 h 10 min 38 s |       |
| 11                 | Lee Bong-ju           | Corée du Sud   | 2 h 10 min 38 s |       |
| 12                 | Tsuyoshi Ogata        | Japon          | 2 h 10 min 39 s | SB    |
| 13                 | Rachid Ghanmouni      | Maroc          | 2 h 10 min 56 s | PB    |
| 14                 | Viktor Rothlin        | Suisse         | 2 h 11 min 14 s |       |
| 15                 | Samson Ramadhani      | Tanzanie       | 2 h 11 min 21 s |       |
| 16                 | José Manuel Martínez  | Espagne        | 2 h 11 min 31 s |       |
| 17                 | Lee Troop             | Australie      | 2 h 11 min 46 s |       |
| 18                 | Rachid Ziar           | Algérie        | 2 h 11 min 58 s | SB    |
| 19                 | Ambesse Tolosa        | Éthiopie       | 2 h 12 min 19 s | SB    |
| 20                 | Luc Krotwaar          | Pays-Bas       | 2 h 12 min 28 s | SB    |

## Légende
Records et Performances
- AR : Record continental (area record)
- CR : Record des championnats (championship record)
- MR : Record du meeting (meet record)
- NR : Record national (national record)
- OR : Record olympique (olympic record)
- PR : Record paralympique (paralympic record)
- PB : Record personnel (personal best)
- SB : Meilleure performance personnelle de la saison (season's best)
- WL : Meilleure performance mondiale de l'année (world leader)
- WJR : Record du monde junior (world junior record)
- WR : Record du monde (world record)

Circonstances et Conditions
- DNF : N'a pas terminé (did not finish)
- DNS : N'a pas pris le départ (did not start)
- DQ : Disqualification (disqualification)
- NM : Aucun essai valable enregistré (No Mark)
- Q : Qualifié « directement » au prochain tour (ou à la prochaine compétition), lors d'une compétition majeure, grâce au classement ou à la réalisation des minima (automatic qualifier)
- q : Qualifié au prochain tour (ou à la prochaine compétition), lors d'une compétition majeure, grâce au repêchage ou à la réalisation de l'une des meilleures performances parmi celles des « non qualifiés directement » (grâce au meilleur temps ou à la meilleure distance par exemple) (secondary qualifier)